# Lustnau
Lustnau is een plaats in de Duitse gemeente Tübingen, deelstaat Baden-Württemberg, en telt 9778 inwoners (2007).